# Apraham Yeladian
Apraham «Apo» Yeladian Forneiro (Montevideo, 21 de enero de 1958 - Montevideo, 18 de abril de 2021) fue un futbolista y entrenador de fútbol uruguayo. Jugaba como centrocampista. Con la selección uruguaya fue campeón de los Juegos Panamericanos de 1983. Es padre del futbolista Christian Yeladian.

## Trayectoria
Debutó en 1975 en el Club Atlético Progreso, año en el que el equipo ganó el campeonato de la división C.
Al año siguiente pasó al Club Atlético Bella Vista, donde permaneció hasta 1983 cuando pasó al Danubio Fútbol Club. Jugó en Montevideo Wanderers entre 1986 y parte de 1987.
En ese año pasó a Deportivo Armenio de Argentina, que acababa de ascender a primera A y en el que jugó once partidos. Allí jugó con los también uruguayos Rubens Francovig, Carlos Maldonado, Álex Rodríguez y Miguel Gardarián.
Regresó a Progreso en 1989 y en este equipo se retiró en 1990.
Disputó la Copa Libertadores 1981 con Bella Vista, la de 1984 con Danubio y la de 1986 con Montevideo Wanderers.
Integró la selección de fútbol de Uruguay que ganó los Juegos Panamericanos de 1983 en Caracas (Venezuela) bajo la dirección de Óscar Washington Tabárez.
Como director técnico dirigió a Bella Vista, Cerrito, con el que ganó en 2008 el Torneo Clausura en segunda división, y Rentistas.

## Clubes
| Club                 | País      | Año       |
| -------------------- | --------- | --------- |
| Progreso             | Uruguay   | 1975-1976 |
| Bella Vista          | Uruguay   | 1976-1983 |
| Danubio              | Uruguay   | 1983-1986 |
| Montevideo Wanderers | Uruguay   | 1986-1987 |
| Deportivo Armenio    | Argentina | 1987-1989 |
| Progreso             | Uruguay   | 1989-1990 |